# Cosmos-2I
Cosmos-2I (en ruso: Космос-2, índice  GRAU 11K63, también conocido como Cosmos-2) es el nombre de un tipo de cohete de transporte soviético, desarrollado a partir del misil de alcance medio R-12. Fueron utilizados para poner en órbita satélites entre 1961 y 1977. Incluye tres modelos: 63S1, 63S1M y 63SM, de los cuales los dos primeros son modelos de prueba que se abandonaron en favor de 63SM. Fue reemplazado por los Cosmos-3 y Cosmos-3M, derivados del R-14.

## Historia
Después de lanzar el primer satélite, Sputnik-1, el 4 de octubre de 1957, con un cohete derivado a partir de un misil intercontinental R-7 Semiorka, los soviéticos estaban interesadas en desarrollar cohetes lanzadores.Los Sputnik y Vostok a partir del cohete R-7, pero también buscaban un cohete más pequeño que el R-7 que debía ser simple, liviano y económico, capaz de colocar un peso de 450 kilogramos en órbita terrestre baja.
El OKB-586 (Dnipropetrovsk, Ucrania) dirigido por Mijaíl Yánguel fue elegido para fabricar el cohete. Desarrollado desde 1957 hasta 1960 para llevar a cabo 10 satélites pequeños. El lanzador R-12U de una sola etapa se ha desarrollado aún más al conectar una segunda marcha.
Los misiles R-12 de Mijaíl Yánguel se consideran el material de adaptación más adecuado. Ya en 1956, el Ministerio de Defensa de la Industria Soviética bajo la dirección de Ustinov ordenó OKB-586 (rebautizado en 1962 la Oficina de Diseño del Sur, que es el principal arquitecto Jan Gurley) estudio se convierte R-12 en un vehículo espacial. El lento avance inicial se debió a que la mayoría de los recursos se utilizaron en la mejora del R-7 de Korolev, mientras que Yánguel tuvo otro tema más importante: el ICBM R-16. En agosto de 1960, el gobierno formalmente decidió que Yánguel debería dirigir el estudio de los cohetes ligeros.
OKB-586 empleo el código de desarrollo 63S1 para comenzar el estudio. El uso del R-12 como la primera etapa del cohete fue muy sencillo, casi sin necesidad de hacer ninguna modificación. Lo que debe desarrollarse es simplemente colocar la nave espacial en la etapa superior de la órbita , y la etapa superior debe ser capaz de compensar la desventaja de que la primera etapa del motor tiene un impulso específico pequeño. El desarrollo del motor superior fue entregado al OKB-456, dirigido por el experto en motores de cohetes Grushko. Grushko ofrece un motor de cámara de empuje único RD-119, que tiene muchas ventajas como propulsor en el nivel superior. El sistema de separación entre etapas es otra dificultad de investigación, la adopción final del programa es casi la misma que la del R-7 de Korolev. En Kapustin Yar adaptado para transmitir un original R-12 para un cohete misil de dos etapas silo.
A instancias del gobierno, se produjo un primer lote de dos cohetes 63S1. El 26 de octubre de 1961, el 63S1 se lanzó por primera vez llegando como carga útil el satélite DS-2. El lanzamiento falló debido al fallo del sistema de control de vuelo. Un segundo lanzamiento tuvo lugar el 21 de diciembre, comenzando normal, pero apagándose la segunda etapa más antes de situar el satélite en órbita. Hasta el 16 de marzo de 1962, el 63S1 no realizó con éxito su primer vuelo completo. La carga de lanzamiento o DS-2, pero los medios soviéticos dijeron que era el satélite Cosmos No. 1, de ahí el nombre del cohete. El Cosmos 1 es el primer miembro de la serie de nave espacial más numerosa del mundo, los Cosmos. El último lanzamiento del 63S1 fue en diciembre de 1967.
Debido a la poca fiabilidad del 63S1, de un total de 38 lanzamientos 12 fallaron, el ejército soviético exigió su mejora. La versión mejorada recibió el código de desarrollo 63S1M. También lanzado desde Kapustin Yar, voló el 9 de octubre de 1965. Mientras tanto, la primera plataforma de lanzamiento terrestre para el Cosmos-2 se construyó en el sitio de lanzamiento de Plesetsk . Esta instalación de lanzamiento, conocida como Rainbow, está diseñada para Cosmos-2 porque la velocidad máxima del viento que lanza Cosmos-2 de silos que puede tolerar no excede los 10 metros por segundo. El 63S1M dejó de utilizarse después de lanzar el satélite Cosmos-116 el 26 de abril de 1966, disparando solo cinco veces.
Después de que el diseño del 63S1M fuera aprobado por el ejército, se completó el producto final de diseño 63SM completado con la instalación de lanzamiento terrestre "Rainbow". 63SM y 63S1M no hay diferencia, solo código diferente. Este es el único Cosmos-2 puesto en producción en masa bajo el código de producción 11K63. 11K63 que se lanzó por primera vez en Kapustin Yar el 24 de mayo de 1966, como carga útil el Cosmos 119; el primero uso del "arco iris" de Plesetsk fue el 16 de marzo de 1967, como carga útil el Cosmos 148. Durante los 10 años siguientes, Cosmos-2 (11K63) se lanzó 122 veces, de las cuales 9 fallaron.
El 63SM (63CM), con un motor más potente, eleva una carga útil de 450 kg. Desde el cosmódromo de Plesetsk se realizaron 122 lanzamientos (9 fallaron). Periodo de servicio . Del 24 de mayo de 1966  hasta el 18 de junio de 1977.

## Características Cosmos-2I
Cosmos-2I (63C1; 63SZ1; SL-7; código GRAU : 8K65) es una serie de lanzadores de doble etapa con propelente líquido. Número de disparos: 38, 12 sin éxito.
Peso bruto: 48 110 kilogramos. Tiene una altura de 31, su diámetro es de 1,6 metros. La carga útil es de 300 kilogramos. Se lanzó desde el polígono de Kapustin Yar  el lanzador Mayak-2 . Período de servicio 27 de octubre de 1961 hasta el 19 de diciembre de 1967. 

### 1 etapa
Signo de Kosmos A-1 . Peso bruto: 39 515 kilogramos. Fuerza de empuje: 730,500 kN. Altura 18 m, diámetro 1.6 metros. Propelente: ácido nítrico / queroseno . Movido por una solo de motor RD-214.

### 2 etapa
Signo de Kosmos A-2 . Peso bruto: 8595 kilogramos. Fuerza de empuje: 105.510 kN. Altura 7.80, diámetro  1.6 metros. Propelente: Lox / UDMH. Fue movido por un solo motor RD-119 .

## Retiro
En 1977, Cosmic-2 realizó su última misión, poniendo en órbita el satélite Cosmos-918 . Después de que el cohete se retiró.
Los cohetes fueron reemplazados por los Cosmos-3 y Cosmos-3M. El Cosmos-2 y Cosmos-3 son dos tipos de cohetes completamente diferentes. Cosmos-3 (con nombre en clave "65S3") es un cohete ligero desarrollado sobre la base del misil R-14 y tiene una mayor capacidad de carga.

## Historial de lanzamiento
| Vuelo | Fecha                    | Carga         | Resultado | Notas                                                         |
| ----- | ------------------------ | ------------- | --------- | ------------------------------------------------------------- |
| 1     | 19 de octubre de 1965    | Kosmos 93     | Éxito     | Primer vuelo del Kosmos 2I.                                   |
| 2     | 4 de noviembre de 1965   | Kosmos 95     | Éxito     |                                                               |
| 3     | 26 de noviembre de 1965  | Kosmos 97     | Éxito     |                                                               |
| 4     | 25 de enero de 1966      | Kosmos 106    | Éxito     |                                                               |
| 5     | 26 de abril de 1966      | Kosmos 116    | Éxito     |                                                               |
| 6     | 24 de mayo de 1966       | Kosmos 119    | Éxito     |                                                               |
| 7     | 12 de diciembre de 1966  | Kosmos 135    | Éxito     |                                                               |
| 8     | 14 de febrero de 1967    | Kosmos 142    | Éxito     |                                                               |
| 9     | 3 de marzo de 1967       | Kosmos 145    | Éxito     |                                                               |
| 10    | 16 de marzo de 1967      | Kosmos 148    | Éxito     |                                                               |
| 11    | 21 de marzo de 1967      | Kosmos 149    | Éxito     |                                                               |
| 12    | 25 de marzo de 1967      | Kosmos 152    | Éxito     |                                                               |
| 13    | 5 de junio de 1967       | Kosmos 163    | Éxito     |                                                               |
| 14    | 12 de junio de 1967      | Kosmos 165    | Éxito     |                                                               |
| 15    | 16 de junio de 1967      | Kosmos 166    | Éxito     |                                                               |
| 16    | 24 de agosto de 1967     | Kosmos 173    | Éxito     |                                                               |
| 17    | 12 de septiembre de 1967 | Kosmos 176    | Éxito     |                                                               |
| 18    | 21 de noviembre de 1967  | Kosmos 191    | Éxito     |                                                               |
| 19    | 26 de diciembre de 1967  | Kosmos 197    | Éxito     |                                                               |
| 20    | 20 de febrero de 1968    | Kosmos 202    | Éxito     |                                                               |
| 21    | 5 de marzo de 1968       | Kosmos 204    | Éxito     |                                                               |
| 22    | 6 de marzo de 1968       | Kosmos 206    | Falla     | Fallo de la segunda etapa                                     |
| 23    | 9 de abril de 1968       | Kosmos 211    | Éxito     |                                                               |
| 24    | 18 de abril de 1968      | Kosmos 215    | Éxito     |                                                               |
| 25    | 26 de abril de 1968      | Kosmos 219    | Éxito     |                                                               |
| 26    | 24 de mayo de 1968       | Kosmos 221    | Éxito     |                                                               |
| 27    | 30 de mayo de 1968       | Kosmos 222    | Éxito     |                                                               |
| 28    | 11 de junio de 1968      | Kosmos 225    | Éxito     |                                                               |
| 29    | 5 de julio de 1968       | Kosmos 230    | Éxito     |                                                               |
| 30    | 18 de junio de 1968      | Kosmos 233    | Éxito     |                                                               |
| 31    | 20 de septiembre de 1968 | Kosmos 242    | Éxito     |                                                               |
| 32    | 3 de octubre de 1968     | Kosmos 245    | Éxito     |                                                               |
| 33    | 3 de diciembre de 1968   | Kosmos 257    | Éxito     |                                                               |
| 34    | 14 de diciembre de 1968  | Kosmos 259    | Éxito     |                                                               |
| 35    | 19 de diciembre de 1968  | Kosmos 261    | Éxito     |                                                               |
| 36    | 26 de diciembre de 1968  | Kosmos 262    | Éxito     |                                                               |
| 37    | 7 de febrero de 1969     | Kosmos 265    | Éxito     |                                                               |
| 38    | 5 de marzo de 1969       | Kosmos 268    | Éxito     |                                                               |
| 39    | 28 de marzo de 1969      | Kosmos 275    | Éxito     |                                                               |
| 40    | 4 de abril de 1969       | Kosmos 277    | Éxito     |                                                               |
| 41    | 27 de mayo de 1969       | Kosmos 283    | Éxito     |                                                               |
| 42    | 3 de junio de 1969       | Kosmos 285    | Éxito     |                                                               |
| 43    | 23 de julio de 1969      | Kosmos 291    | Falla     | Fallo de la segunda etapa a los 267 segundos del lanzamiento. |
| 44    | 22 de agosto de 1969     | Kosmos 295    | Éxito     |                                                               |
| 45    | 14 de octubre de 1969    | Interkosmos 1 | Éxito     |                                                               |
| 46    | 18 de octubre de 1969    | Kosmos 303    | Éxito     |                                                               |
| 47    | 24 de octubre de 1969    | Kosmos 307    | Éxito     |                                                               |
| 48    | 4 de noviembre de 1969   | Kosmos 308    | Éxito     |                                                               |
| 49    | 24 de noviembre de 1969  | Kosmos 311    | Éxito     |                                                               |
| 50    | 11 de diciembre de 1969  | Kosmos 314    | Éxito     |                                                               |
| 51    | 25 de diciembre de 1969  | Interkosmos 2 | Éxito     |                                                               |
| 52    | 15 de enero de 1970      | Kosmos 319    | Éxito     |                                                               |
| 53    | 16 de enero de 1970      | Kosmos 320    | Éxito     |                                                               |
| 54    | 20 de enero de 1970      | Kosmos 321    | Éxito     |                                                               |
| 55    | 30 de enero de 1970      | Kosmos 323    | Falla     | Fallo de la segunda etapa a los 128 segundos del lanzamiento. |
| 56    | 27 de febrero de 1970    | Kosmos 324    | Éxito     |                                                               |
| 57    | 18 de marzo de 1970      | Kosmos 327    | Éxito     |                                                               |
| 58    | 23 de abril de 1970      | Kosmos 334    | Éxito     |                                                               |
| 59    | 24 de abril de 1970      | Kosmos 335    | Éxito     |                                                               |
| 60    | 22 de mayo de 1970       | Kosmos 346    | Falla     | Fallo de la primera etapa a los 112 segundos del lanzamiento. |
| 61    | 12 de junio de 1970      | Kosmos 347    | Éxito     |                                                               |
| 62    | 13 de junio de 1970      | Kosmos 348    | Éxito     |                                                               |
| 63    | 27 de junio de 1970      | Kosmos 351    | Éxito     |                                                               |
| 64    | 7 de agosto de 1970      | Interkosmos 3 | Éxito     |                                                               |
| 65    | 10 de agosto de 1970     | Kosmos 356    | Éxito     |                                                               |
| 66    | 19 de agosto de 1970     | Kosmos 357    | Éxito     |                                                               |
| 67    | 16 de septiembre de 1970 | Kosmos 362    | Éxito     |                                                               |
| 68    | 8 de octubre de 1970     | Kosmos 369    | Éxito     |                                                               |
| 69    | 14 de octubre de 1970    | Interkosmos 4 | Éxito     |                                                               |
| 70    | 24 de noviembre de 1970  | Kosmos 380    | Éxito     |                                                               |
| 71    | 18 de diciembre de 1970  | Kosmos 388    | Éxito     |                                                               |
| 72    | 14 de enero de 1971      | Kosmos 391    | Éxito     |                                                               |
| 73    | 26 de enero de 1971      | Kosmos 393    | Éxito     |                                                               |
| 74    | 5 de marzo de 1971       | Kosmos 400b   | Falla     | Fallo de la segunda etapa a 133 segundos del lanzamiento.     |
| 75    | 24 de abril de 1971      | Kosmos 408    | Éxito     |                                                               |
| 76    | 19 de mayo de 1971       | Kosmos 421    | Éxito     |                                                               |
| 77    | 27 de mayo de 1971       | Kosmos 423    | Éxito     |                                                               |
| 78    | 3 de agosto de 1971      | Kosmos 432    | Falla     | Fallo de la segunda etapa a 204 segundos de la liberación.    |
| 79    | 27 de agosto de 1971     | Kosmos 435    | Éxito     |                                                               |
| 80    | 24 de septiembre de 1971 | Kosmos 440    | Éxito     |                                                               |
| 81    | 19 de octubre de 1971    | Kosmos 453    | Éxito     |                                                               |
| 82    | 17 de noviembre de 1971  | Kosmos 455    | Éxito     |                                                               |
| 83    | 24 de noviembre de 1971  | Kosmos 458    | Falla     |                                                               |
| 84    | 29 de noviembre de 1971  | Kosmos 458    | Éxito     |                                                               |
| 85    | 2 de diciembre de 1971   | Interkosmos 5 | Éxito     |                                                               |
| 86    | 17 de diciembre de 1971  | Kosmos 467    | Éxito     |                                                               |
| 87    | 25 de enero de 1972      | Kosmos 472    | Éxito     |                                                               |
| 88    | 25 de marzo de 1972      | Kosmos 481    | Éxito     |                                                               |
| 89    | 11 de abril de 1972      | Kosmos 485    | Éxito     |                                                               |
| 90    | 21 de abril de 1972      | Kosmos 487    | Éxito     |                                                               |
| 91    | 25 de abril de 1972      | Kosmos 488    | Falla     | Fallo de la segunda etapa a los 367 segundos de lanzamiento.  |
| 92    | 30 de junio de 1972      | Interkosmos 7 | Éxito     |                                                               |
| 93    | 30 de junio de 1972      | Kosmos 497    | Éxito     |                                                               |
| 94    | 5 de julio de 1972       | Kosmos 498    | Éxito     |                                                               |
| 95    | 12 de julio de 1972      | Kosmos 501    | Éxito     |                                                               |
| 96    | 5 de octubre de 1972     | Kosmos 523    | Éxito     |                                                               |
| 97    | 11 de octubre de 1972    | Kosmos 524    | Éxito     |                                                               |
| 98    | 25 de octubre de 1972    | Kosmos 526    | Éxito     |                                                               |
| 99    | 30 de noviembre de 1972  | Interkosmos 8 | Éxito     |                                                               |
| 100   | 24 de enero de 1973      | Kosmos 545    | Éxito     |                                                               |
| 101   | 12 de abril de 1973      | Kosmos 553    | Éxito     |                                                               |
| 102   | 19 de abril de 1973      | Interkosmos 9 | Éxito     |                                                               |
| 103   | 17 de mayo de 1973       | Kosmos 558    | Éxito     |                                                               |
| 104   | 5 de junio de 1973       | Kosmos 562    | Éxito     |                                                               |
| 105   | 22 de agosto de 1973     | Kosmos 580    | Éxito     |                                                               |
| 106   | 16 de octubre de 1973    | Kosmos 601    | Éxito     |                                                               |
| 107   | 20 de noviembre de 1973  | Kosmos 608    | Éxito     |                                                               |
| 108   | 28 de noviembre de 1973  | Kosmos 611    | Éxito     |                                                               |
| 109   | 13 de diciembre de 1973  | Kosmos 615    | Éxito     |                                                               |
| 110   | 27 de febrero de 1974    | Kosmos 633    | Éxito     |                                                               |
| 111   | 5 de marzo de 1974       | Kosmos 634    | Éxito     |                                                               |
| 112   | 26 de junio de 1974      | Kosmos 662    | Éxito     |                                                               |
| 113   | 11 de julio de 1974      | Kosmos 666    | Falla     | Fallo de la primera etapa a los 84 segundos del lanzamiento.  |
| 114   | 25 de julio de 1974      | Kosmos 668    | Éxito     |                                                               |
| 115   | 26 de septiembre de 1974 | Kosmos 686    | Éxito     |                                                               |
| 116   | 20 de noviembre de 1974  | Kosmos 695    | Éxito     |                                                               |
| 117   | 21 de enero de 1975      | Kosmos 703    | Éxito     |                                                               |
| 118   | 28 de enero de 1975      | Kosmos 705    | Éxito     |                                                               |
| 119   | 8 de abril de 1975       | Kosmos 725    | Éxito     |                                                               |
| 120   | 24 de junio de 1975      | Kosmos 745    | Éxito     |                                                               |
| 121   | 17 de julio de 1975      | Kosmos 750    | Éxito     |                                                               |
| 122   | 5 de febrero de 1976     | Kosmos 801    | Éxito     |                                                               |
| 123   | 18 de mayo de 1976       | Kosmos 818    | Éxito     |                                                               |
| 124   | 18 de agosto de 1976     | Kosmos 849    | Éxito     |                                                               |
| 125   | 26 de agosto de 1976     | Kosmos 850    | Éxito     |                                                               |
| 126   | 5 de abril de 1977       | Kosmos 901    | Éxito     |                                                               |
| 127   | 18 de junio de 1977      | Kosmos 919    | Éxito     | Último vuelo de un Kosmos 2I.                                 |